# 보현원
보현원(普賢院)은 경기도 장단군에서 남쪽으로 25리 떨어진 곳에 있는 원(院)으로 고려 의종이 여기에 못을 만들고 놀이하는 곳으로 삼아 자주 거동하다. 지금의 강원도 춘천시 북산면의 청평사라고 알려져 있으나 신증동국여지승람 12권 '장단도호부' 편에 의종이 자주 찾아 연회를 베풀었으며, 정중부가 문신들을 모두 죽였던 절이라고 명기되어 있는 것으로 보아 잘못된 것이다. 다만, 이 춘천 청평사도 고려 시대에 건립되었고 보현원이라고 불리기도 했기 때문에 혼동이 일어나는 것으로 보인다.